# Далекий Табір
Особливий Табір № 11 (рос. ДАЛЬНИЙ ЛАГЕРЬ, Особый лагерь №11, Особлаг №11, Дальлаг) — концентраційний табір ГУЛАГ з центром в селищі міського типу Екібастуз Павлодарської області.

## Історія
Организований 24.04.52 на базі 6-го відділення (рос. ЛО) Піщаного табору.
Проіснував до травня 1954, після чого став знову шостим відділенням Піщаного табору.

## Виконувані роботи
- буд-во Екібастузьких вугільних розрізів,
- забезпечення робіт тресту «Іртишвуглебуд» Мінвуглепрому СРСР;
- будівництво міських кварталів, електростанції, яка повинна була працювати на Екибастузськом вугіллі, цегляного і цементного заводів, деревообробного комбінату, кам'яних кар'єрів.

## Чисельність ув'язнених
- 1.7.1952 — 3071,
- 1.12.1952 — 2787,
- 1.1.1953 — 2742,
- 1.1.1954 — 2388.

## Відомі ув'язнені
- Солженіцин Олександр Ісайович - російський прозаїк, драматург, публіцист і поет, громадський та політичний діяч.
- Янош Рожаш - угорський літератор.